# Superpop
Superpop é um programa de televisão brasileiro exibido desde 15 de novembro de 1999 pela RedeTV!. É apresentado por Luciana Gimenez.

## História
Em julho de 1999, foi anunciada a contratação de Adriane Galisteu pela RedeTV!, com duração de dois anos de contrato. No programa de estreia, que foi ao ar em 15 de novembro de 1999, data da inauguração da emissora, Adriane Galisteu recebeu Emerson Fittipaldi, a cantora Gretchen e o cantor Paulo Ricardo. O colunista Telmo Martino da Folha de S.Paulo, comentou a estreia dizendo que "Galisteu proporciona 90 minutos de baboseiras só para garotada". Inicialmente o programa era transmitido às 20:00, de segunda à sábado. Um mês após a estreia, em dezembro, a atração, que tinha 90 minutos, perdeu 30 em razão de cortes de funcionários, que segundo o superintendente artístico da emissora Rogério Gallo, "Fizemos um esforço muito grande para colocar a rede no ar em quatro meses. Quando se faz um esforço desses, mobiliza-se uma equipe muito maior do que é necessário", afirmou também que a perda de meia hora foi em razão da longa duração. A saída de Adriane Galisteu, que vinha negociando com a Rede Record desde setembro de 2000, foi concretizada em outubro do mesmo ano. Os donos da emissora acusaram o diretor geral e então namorado de Adriane, Rogério Gallo, de ter feito a negociação sem avisar a emissora, que acabou sofrendo um processo dos dois.
Durante um período, Fabiana Saba e Otávio Mesquita apresentaram o programa e a emissora passou a receber ligações do público para a substituição, segundo a assessoria da RedeTV!, as 10 mais votadas foram Monique Evans, Fabiana Saba, Astrid Fontenelle, Cátia Fonseca, Suzana Werner, Luana Piovani, Luciana Gimenez, Andréia, participante do programa No Limite, Luma de Oliveira e Rita Lee. Em 7 de novembro de 2000, a RedeTV! anunciou a escolha de Luciana Gimenez, que havia ficado em sétimo lugar, mas que de acordo com Maurício Nunes, diretor de entretenimento da emissora, a escolha de Gimenez levou em consideração a votação feita pelo público e o perfil da modelo que, segundo ele, "se encaixa com o formato do programa". Luciana Gimenez disse que que consultou Mick Jagger antes de assinar o contrato. Gimenez foi entrevistada por Otávio Mesquita, que foi ao ar no Superpop em 7 de novembro de 2000, rendeu sete pontos de audiência. A média do programa foi de quatro pontos. No mesmo horário, o É Show com Galisteu também teve quatro pontos. A estreia de Gimenez como apresentadora aconteceu em 15 de janeiro de 2001. O programa era apresentado de segunda a sexta sempre às 22:00. Com o surgimento de outros programas da emissora em horário nobre, o programa passou a ser exibido às segundas e quartas, começando às 22h15, indo ao ar gravado ou ao vivo, após o RedeTV! News. Também houve um quadro de pegadinhas no programa chamado Te Peguei com a participação de Wanderley Baptista, Rogério, Paulo Porto & Montanha.
A partir de 8 de fevereiro de 2011, quando Luciana Gimenez entrou em licença-maternidade, a cantora Gilmelândia substituiu a apresentadora. Luciana voltou ao comando do programa no dia 18 de maio de 2011. Em 1° de abril de 2015, devido a nova programação da RedeTV!, o programa passou a ser exibido às 22h30. O Superpop é um dos maiores faturamentos da RedeTV!, com inserções de merchandising e patrocínios que colocam o programa no patamar dos mais bem requisitados da emissora.
Atualmente o programa expõe fatos importantes, entrevistas picantes e interessantes, musicais e curiosidades do Brasil e do Mundo, além de entrevistas polêmicas com artistas e subcelebridades que têm liberdade total para exporem suas opiniões e visões. Uma das situações mais memoráveis da história do programa foi quando a cantora Tati Quebra Barraco, enfrentou seus maiores críticos frente a frente. O programa tem uma temática variada, mas sempre relacionada a polêmica, e por este motivo é taxado como um programa sensacionalista. O programa, em seus dias de exibição, costuma ficar no quinto lugar de audiência, mas já chegou algumas vezes à liderança.
O programa é marcado por várias entrevistas reveladoras e polêmicas, nas quais pode-se citar entrevistas memoráveis feitas por Luciana Gimenez com: Jair Bolsonaro, Clodovil Hernandez, Fernando Collor de Mello, José Serra, Silvio Luiz, Dilma Rousseff, Luiz Carlos Alborghetti, Mick Jagger, Britney Spears, Romário, Silas Malafaia, Donald Trump, entre outras personalidades.
Apesar do sucesso, o programa passou por uma fase de desgaste em seus últimos anos, sofrendo queda de audiência, causados também pelas constantes mudanças de dia e horário, sendo decretado o seu fim no dia 16 de março de 2022, após quase 23 anos no ar. Um dos motivos alegados foi o formato ter ficado ultrapassado para os padrões atuais, além de não atingir a mesma repercussão de antes, causando desinteresse do público. Em seu lugar, seria lançado o programa Operação Cupido, com foco na formação de casais e o programa teria edições inéditas até abril. No entanto, o Operação Cupido passou a ser exibido nos finais da tarde de sábado e o Superpop foi mantido.

## Denúncias
Em 2008 o programa entrou no 14º ranking "Quem Financia a Baixaria é Contra a Cidadania", que é formado por denúncias de telespectadores e pelo Comitê de Acompanhamento da Programação (CAP), onde estão como representantes mais de 60 entidades que assessoram a Comissão de Direitos Humanos e Minorias da Câmara dos Deputados para criar a lista com o "Ranking da Baixaria na TV". As reclamações que formaram o ranking na época foram fudamentadas devido a "exibição de diversas cenas de modelos super sensuais, apelo sexual, vocabulário inadequado para o horário, exposição de pessoas ao ridículo e vulgarização das relações humanas."